# Font escrita

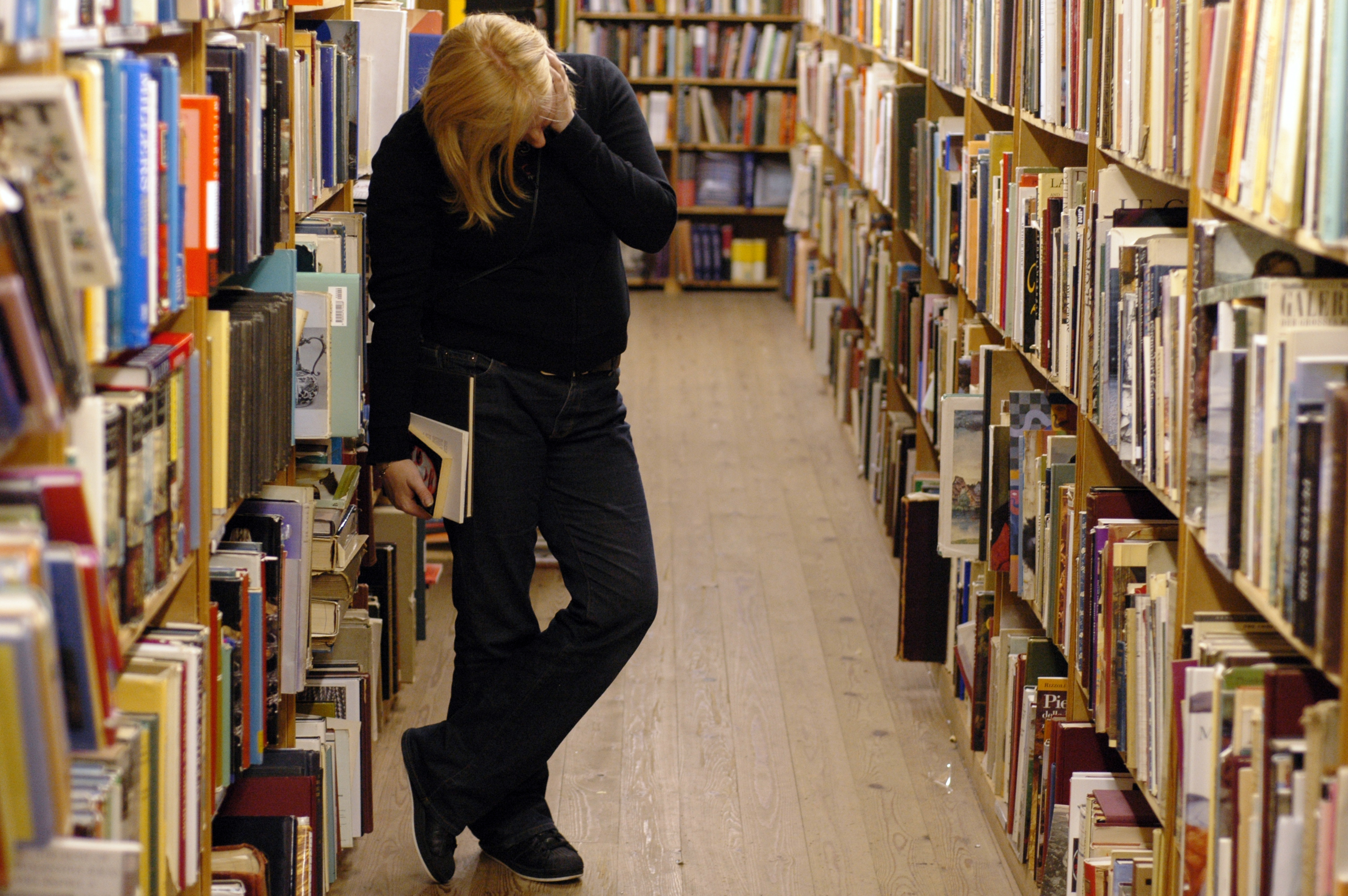
Les biblioteques són llocs on podem trobar fonts escrites.

Font escrita és la font documental habitualment usada com a font historiogràfica, és a dir, el vehicle habitual de conservació de la memòria històrica que els historiadors utilitzen per a la reconstrucció, anàlisi i interpretació del passat de la humanitat, és a dir: la Història.
No convé d'oblidar que durant la major part del passat de la humanitat (la Prehistòria) no existia l'escriptura; i que també al passat més recent (la Història), solament una minoria culta produïa documents escrits. Tenir en compte només les fonts escrites produeix un biaix que privilegia als testimonis de les classes dirigents, la història política, la història militar, la religió i la ideologia dominant. A més a més qualsevol font escrita es fa com a justificació d'alguna forma del que el produeix, pel que han de tractar-se amb prudència, i en moltes ocasions amb veritable escepticisme.
Per al tractament de les fonts escrites i la diferència entre font i document vegeu font documental.

## Tipus de fonts escrites
- Font bibliogràfica; la de publicació puntual: els seus documents són els llibres. Es recopilen a biblioteques.
- Font hemerogràfica; la de publicació periòdica: els seus documents són els diaris i revistes. Es recopilen a hemeroteques.
- Font epigràfica; la que es manifesta a espais públics, formant part de l'arquitectura o de monuments: els seus documents són les inscripcions estudiades per l'epigrafia.
- Font arxivística: la no publicada, sinó restringida per al seu propi ús per qui la va produir (l'autor o font). Els seus documents de vegades es destrueixen, o si es considera que la seva conservació és pertinent, queden dipositats en un arxiu per a la seva recopilació. Pot ser tant un arxiu privat com un arxiu públic: arxiu d'empresa, arxiu institucional, arxiu eclesiàstic (arxiu parroquial, arxiu episcopal, arxiu Secret Vaticà), arxiu municipal, arxiu provincial, arxiu estatal, etc.